# FK Rjazan (1995)
FK Rjazan (Russisch: Футбольный Клуб Рязань, Foetbolny Kloeb Spartak Rjazan) was een Russische voetbalclub uit Rjazan, de hoofdstad van de gelijknamige oblast.

## Geschiedenis
De club werd opgericht in 1995 als Agrokomplekt Rjazan. In 2000 nam de club de plaats van Spartak Rjazan in in de tweede divisie en nam voor dat seizoen ook de naam Spartak aan. Enkele speeldagen voor het einde werd echter teruggegrepen naar de naam Agrokomplekt. In 2002 werd de naam Rjazan-Agrokomplekt. In 2003 eindigde de club vierde. Twee jaar later werden ze vicekampioen achter Saljoet-Energia Belgorod. De volgende twee jaar eindigde de club vierde en nam in 2007 de naam FK Rjazan aan. De volgende twee seizoenen eindigde de club in de middenmoot en ging dan failliet. De vrijgekomen plaats in de tweede divisie werd ingenomen door Zvezda Rjazan, dat in 2014 ook de naam FK Rjazan aannam.